# شيدي أوسوشوكو
شيدي أوسوشوكو (بالإنجليزية: Chidi Osuchukwu)‏ (11 أكتوبر 1993 ببنين في نيجيريا - ) هو لاعب كرة قدم نيجيري في مركز الوسط. شارك مع منتخب نيجيريا تحت 20 سنة لكرة القدم. أما مع النوادي، فقد لعب مع دينامو برست وسبورتينغ براغا ونادي دولفينز وS.C. Braga B ‏.

## وصلات خارجية
- شيدي أوسوشوكو على موقع الاتحاد الدولي (مؤرشف)  (الإنجليزية)
- شيدي أوسوشوكو على موقع قاعدة بيانات كرة القدم.إي يو (الإنجليزية)
- شيدي أوسوشوكو على موقع Soccerway.com (الإنجليزية)
- شيدي أوسوشوكو على موقع عالم كرة القدم.نت (الإنجليزية)